# 金生站
金生站（韓語：금생역）是朝鮮民主主義人民共和國咸镜北道会宁市的一個鐵路車站，属于咸北线。

## 邻近车站
咸北线
會寧青年站 - 金生站 - 高岭镇站